# Comté de Minburn No 27
Pour les articles homonymes, voir Minburn.
Le comté de Minburn No 27 (anglais : Minburn County No. 27) est un district municipal situé dans la province d'Alberta, au Canada.

## Démographie
| 2011  | 2016  |
| ----- | ----- |
| 3 383 | 3 188 |

## Communautés et localités
Bourgs
- Vegreville

Villages
- Innisfree
- Mannville
- Minburn

Hameaux
- Lavoy
- Ranfurly

Localités
- Brookwood Estates
- Chailey
- Cummings
- Fitzallen
- Inland
- Lake Geneva
- New Kiew
- Prairie Lodge Trailer Court
- Royal Park
- Warwick

Autres
- Brush Hill